# Mahmoud Fayad
Mahmoud Fayad (9 de março de 1926 - 17 de dezembro de 2002) foi um halterofilista do Egito.
Mahmoud Fayad participou do Campeonato Mndial em Paris, em 1946; levantou 317,5 kg no triplo levantamento (desenvolvimento [movimento-padrão depois abolido] +arranque+arremesso) e ficou com a medalha de prata, atrás do sueco Arvid Andersson, com 320 kg, na categoria até 60 kg.
Em 9 de agosto de 1948, nos Jogos Olímpicos, Mahmoud Fayad obteve seu maior sucesso da carreira esportiva. Ele ganhou medalha de ouro e definiu um recorde mundial no total combinado — 332,5 kg, na categoria até 60 kg.
E foi campeão mundial nos anos seguintes, em 1949 e 1950.
Quadro de resultados
| Data | Pos. | Competição                         | Classe de peso | Marca                       |
| 1946 | 2.   | Campeonato Mundial em Paris        | –60 kg         | 317,5 kg (85+102,5+130)     |
| 1948 | 1.   | Jogos Olímpicos de Londres         | –60 kg         | 332,5 kg (92,5+105+135)     |
| 1949 | 1.   | Campeonato Mundial em Scheveningen | –60 kg         | 332,5 kg (92,5+105+135)     |
| 1950 | 1.   | Campeonato Mundial em Paris        | –60 kg         | 327,5 kg (92,5+102,5+132,5) |